# Paracoccus mutabilis
Paracoccus mutabilis är en insektsart som beskrevs av De Lotto 1964. Paracoccus mutabilis ingår i släktet Paracoccus och familjen ullsköldlöss. Inga underarter finns listade i Catalogue of Life.